# ペール・ラシェーズ駅
ペール・ラシェーズ駅 (ペール・ラシェーズえき、仏：Père Lachaise) は、フランス・パリの11区と20区の境にあるメトロ (地下鉄) の駅。2号線と3号線を利用することができる。

## 概要
ペール・ラシェーズ駅は、パリの地下鉄メトロの駅。2号線と3号線が利用可能である。パリ東部の11区と20区の境界に位置しているオーギュスト＝メティヴィエ広場にある。
1903年2月25日、2号線の駅として開業した。駅名は、付近にあるペール・ラシェーズ墓地にちなんで名付けられた。

## 駅周辺
- オーギュスト＝メティヴィエ広場 （Place Auguste-Métivier）
- ノートル＝ダム＝デュ＝ペルペテュエル＝スクール聖堂 （Basilique Notre-Dame-du-Perpétuel-Secours）
- ペール・ラシェーズ墓地 (Cimetière du Père-Lachaise)
- ロケット公園 （Square de la Roquette）

## 隣の駅
パリメトロ
■2号線
メニルモンタン駅 （Ménilmontant） - ペール・ラシェーズ駅 - フィリップ・オーギュスト駅 （Philippe Auguste）
■3号線
リュ・サン＝モール駅 （Rue Saint-Maur） - ペール・ラシェーズ駅 - ガンベタ駅 （Gambetta）